# 勞軍

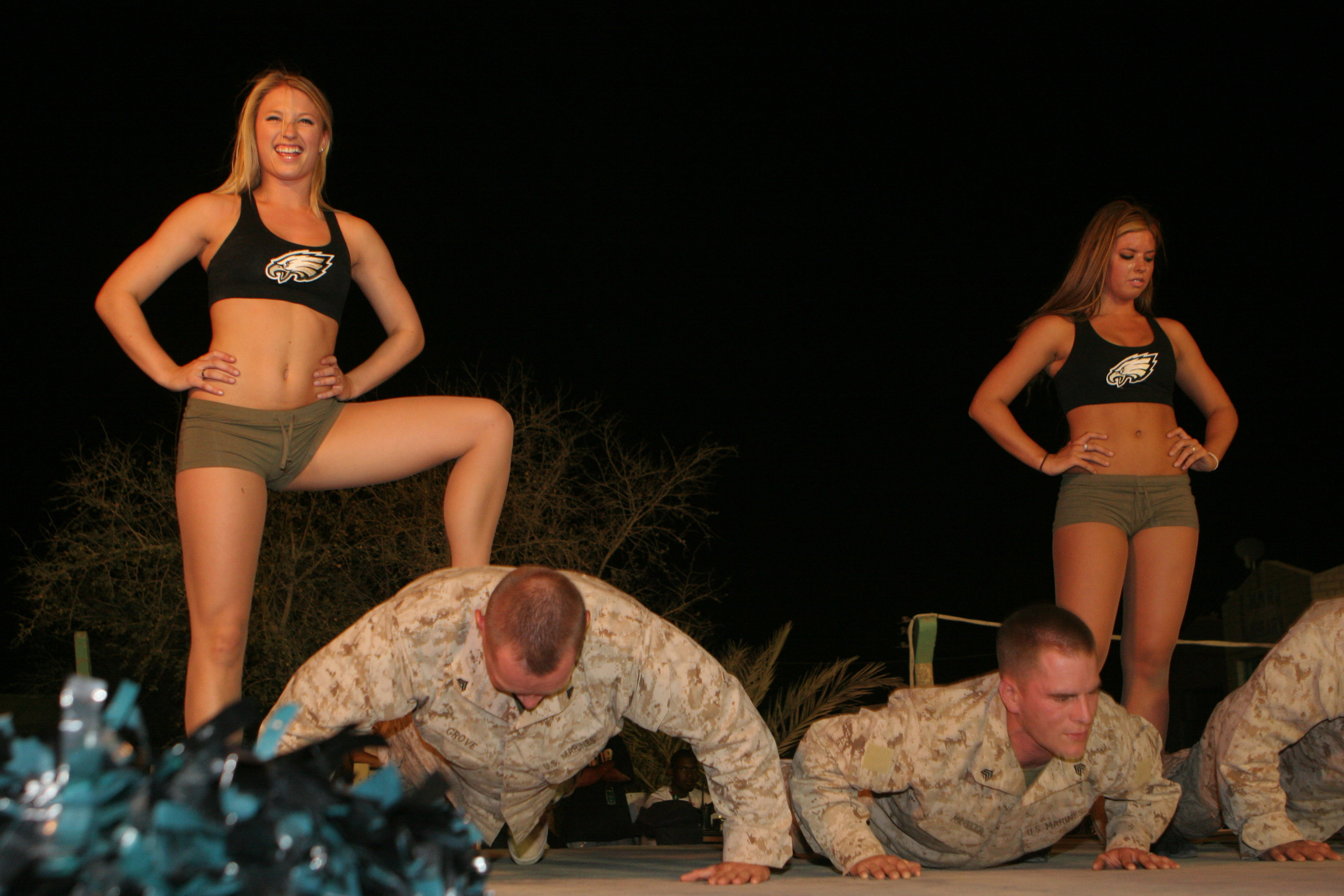
伊拉克美軍勞軍活動結合俯卧撑節目

勞軍是指慰勞軍隊以提高士氣的活動。一般指藝人表演娛樂官兵的活動，也有的勞軍型態是給予軍人食品、物資，供軍人享用。歷史上更不堪的甚至有性服務，如軍妓。今日各國政府常會提供軍人消費優惠或免費，也可以算是一種勞軍型態。

## 範例
- 南海國遺民在廬江起兵，再次反叛漢朝。劉長率軍前往鎮壓。因該地氣候濕熱，漢朝軍隊死亡過半。漢文帝遣使齎帛五千匹勞軍，被劉長傲慢地拒絕；而此時被降為庶人的織向漢文帝上書獻幣獻帛，但淮南王劉長的大臣卻從中作梗，燒毀其書，將幣帛據為己有。
- 中華民國1955年－1981年間實行勞軍捐稅賦，每進口1美金的貨物，須繳交新台幣五角的勞軍捐，電影等娛樂票也有附加。
- 1958年八二三砲戰期間，紫薇到馬祖勞軍，一站一站的在劇場、醫院、碉堡慰問官兵。